# Kamehameha IV.
Kamehameha IV. (vlastním jménem Alexandr; 9. únor 1834 – 30. listopad 1863) byl v letech 1855 až 1863 čtvrtým havajským králem. Byl vnukem krále Kamehamehy I. ze stejnojmenné dynastie, i když byl synem jeho dcery Elizabeth Kīnaʻu. Jeho předchůdcem a strýcem byl král Kamehameha III., který Alexandra formálně adoptoval a jmenoval dědicem, jelikož žádný z jeho potomků se nedožil 2 let. Král Kamehameha IV. měl společně s královnou Emmou jediného syna Alberta Edvarda (jeho kmotrou byla britská královna Viktorie), který ale zemřel ve věku čtyř let, a na trůn po smrti Kamehamehy IV. nastoupil jeho bratr David jako Kamehameha V.